# اس‌اس بخارا
اس‌اس بخارا (به انگلیسی: SS Bokhara) یک کشتی بود که طول آن ۳۶۵ فوت (۱۱۱٫۲۵ متر) بود. این کشتی در سال ۱۸۷۲ ساخته شد.